# Alain Gardère
Alain Gardère, né le 28 septembre 1956 à Souk Ahras (Algérie), est un préfet français.

## Biographie
Il est originaire du Bordelais.
Il commence sa carrière dans la police nationale. Il est commissaire de police à Puteaux. Il devient par la suite chef d'état-major de la Sécurité publique. En 2001, il est nommé directeur départemental à Rennes, où il ne reste que quelques mois,.
Il est directeur de cabinet de Michel Gaudin à la direction générale de la Police nationale en 2002. Gardère dirige alors la sécurité publique d'Ille-et-Vilaine. Il monte avec Gaudin la police d'agglomération du Grand Paris. Il est nommé directeur de la police urbaine de proximité de Paris en 2005,. Il est nommé quatre ans plus tard directeur de la police du Grand Paris, où il dirige 26 000 hommes. Il est crédité d'avoir fait chuter de 25 % la criminalité dans l'agglomération.
En mars 2011, il est nommé préfet hors cadre et devient directeur adjoint de cabinet du ministre de l'Intérieur Claude Guéant.
Le président Nicolas Sarkozy décide de le nommer préfet chargé de la sécurité à Marseille en août 2011, avec la mission de juguler la délinquance. Il remplace Gilles Leclair. The Economist remarque que la tâche de la pacification de Marseille est difficile, de telle sorte qu'il est le troisième préfet à ce poste en trois ans. Il met en place une « stratégie de harcèlement » en récupérant un maximum des armes utilisées par les bandits et délinquants, dont 290 pistolets et armes automatiques en 2011. En janvier 2012, 300 armes sont récupérées. Le journal Le Monde considère que même s'il obtient des renforts de CRS, « il ne peut en fait que contenir la situation ». Il décide de s'intéresser aux accusations visant des actes de violence commis par la Brigade anti-criminalité de Marseille.
Il reste à ce poste jusqu'en septembre 2012. Il est alors remplacé par Jean-Paul Bonnetain. Il devient en septembre préfet délégué à la sécurité des aéroports parisiens de Roissy et du Bourget jusqu'en décembre 2014.
En janvier 2015, il est nommé directeur du Conseil national des activités privées de sécurité (Cnaps). Il est contraint de quitter ce poste lorsqu'il est mis en examen en 2016. Il se reconvertit dans l'intérim.

## Affaires judiciaires
Une enquête est ouverte en août 2013 à la suite d'un signalement de Tracfin, qui le soupçonne d'abus de bien social, de travail dissimulé et de blanchiment visant les activités d'une entreprise immobilière, France Pierre. 
Il est mis en examen en janvier puis en septembre 2016. Il est soupçonné d'avoir utilisé sa position pour obtenir des faveurs en échange de contreparties. Il est placé sous contrôle judiciaire et se voit interdire l'exercice de tout emploi public ainsi que de tout emploi dans les secteurs de la sécurité ou des aéroports. Il a été défendu par Me Jean Veil, et par Me Gaspard Lundwall,.
Il est accusé de corruption passive, de recel, d'abus de biens sociaux et détournement de fonds publics. La justice enquête sur le fait qu'il habite un logement social dans la ville de Puteaux, alors qu'il possède une dizaine d'autres propriétés immobilières. S'étant fait offrir des locations de voiture, des restaurants de luxe et des téléphones cellulaires coûteux, Le Parisien surnomme Alain Gardère « le préfet qui ne payait jamais ».
L'enquête prend fin en septembre 2020. Il fait partie des seuls quatre préfets mis en examen dans les années 2000 et 2010.
En juillet 2022, le ministère public demande son renvoi devant le tribunal, avec quinze autres personnes, pour des faits de « corruption », de « détournement de fonds publics » ou encore de « prise illégale d’intérêts ». Son procès s'ouvre le 13 mai 2024 devant le Tribunal Judiciaire de Paris. Le 11 juin, le parquet requiert contre l'ancien préfet quatre ans de prison, dont deux avec sursis, et 450 000 euros d'amende, pour avoir accepté de multiples cadeaux en échange de services rendus. Le 24 octobre, il est condamné à deux ans de prison, dont un an ferme sous bracelet électronique, et à une amende de 250 000 euros. Il est en effet reconnu coupable de treize des dix-neuf infractions pour lesquelles il était poursuivi, dont corruption, trafic d’influence, prise illégale d’intérêts et détournement de fonds publics. 
Son appartenance à la franc-maçonnerie a guidé une partie de ses choix : il lui est reproché d’avoir utilisé ses fonctions publiques pour favoriser les affaires d’autres francs-maçons.
À la suite de sa condamnation pour corruption, il est exclu des ordres nationaux de la Légion d'honneur et du Mérite par arrêté du 5 juin 2025, avec effet au 24 octobre 2024,.